# José Broissart
José Broissart est un ancien footballeur professionnel français, né le 20 février 1947 à Ravenel (Oise). Il évoluait au poste de milieu de terrain. Il a été sélectionné dix fois en équipe de France.

## Biographie

### Carrière en club
Broissart est un des rares joueurs à évoluer à la fois avec l'ASSE et l'OL.

### Carrière en équipe nationale
Il reçoit dix capes avec en l'équipe de France. 
Sa première sélection a lieu le 30 avril 1969 contre l'équipe de Roumanie, la dernière le 26 mai 1973 contre l'URSS.

### Carrière d'entraîneur
Après la fin de sa carrière de joueur, il fait partie de l'encadrement de l'Olympique lyonnais, chargé des jeunes, pendant de longues années. Il dirigera le centre de formation de l'Olympique Lyonnais et permettra l'éclosion de nombreux talents (N'Gotty, Garde, Genesio, Fournier, Bréchet, Maurice, etc.). Il sera également l'adjoint de Bernard Lacombe.
En 2005-2006, il prend la direction de Monaco pour s'occuper du centre de formation. En juin 2006, il prend sa retraite.
En novembre 2006, il est débouté après décision de la Cour d'Appel de Lyon dans le cadre du litige qui l'oppose à  l'Olympique lyonnais.

## Clubs
- 1963-1964 :  AS Beauvais
- 1964-1966 :  RC Paris
- 1966-1968 :  CS Sedan-Ardennes
- 1968-1969 :  Racing club de Paris - CS Sedan-Ardennes
- 1969-1973 :  AS Saint-Étienne
- 1973-1976 :  SC Bastia
- 1976-1980 :  Olympique lyonnais

## Palmarès

### En club
- Champion de France en 1970 avec l'AS Saint-Étienne
- Vainqueur du Challenge des Champions en 1969 avec l'AS Saint-Étienne
- Vice-champion de France en 1971 avec l'AS Saint-Étienne

### En équipe de France
- 10 sélections entre 1969 et 1973